# Ernst Kühnel
Ernst Kühnel (Neubrandenburg, 26 ottobre 1882 – Berlino, 5 agosto 1964) è stato uno storico dell'arte tedesco.

## Biografia
Fu direttore della Islamische Abteilung dal 1931 al 1951 e docente all'università di Berlino dal 1935 al 1954. Il suo lavoro è fondamentale per quanto riguarda le arti minori dell'Islam.